# 胡正蒙
胡正蒙（1513年—1566年），字正伯，号日門，浙江余姚人。明朝翰林，嘉靖丁未探花及第。

## 生平
嘉靖十六年（1537年），胡正蒙舉浙江鄉試第七十三名，嘉靖二十六年（1547年）丁未科李春芳榜一甲第三名进士（探花）。授翰林院编修。三十七年十二月以九年考满升侍读。嘉靖四十年（1561年）八月与裴宇任顺天府乡试考官，四十一年十一月升左春坊左谕德兼翰林院侍读，晋翰林院侍读学士掌院事，校《永乐大典》。四十四年二月与吏部左侍郎高拱主考礼部会试，九月任太常寺卿管国子监祭酒事，四十五年三月卒。

## 家族
曾祖胡海；祖父胡玠，聽選官；父胡青（胡清），封编修，冠带生员。母徐氏，封孺人。具庆下。兄胡先之、胡與之（贡士、知县）。弟胡正學、正家、正宁（腾骧右卫指挥佥事）。